# Siège de Tripoli (878)
Pour les articles homonymes, voir Siège de Tripoli.
Le siège de Tripoli a eu lieu en 878 dans la région de Tripoli, en Libye, et a opposé les Aghlabides aux Toulounides. À cette époque, un émir Toulounide a lancé une expédition sur la ville de Tripoli, ce qui a entraîné un siège qui a duré plusieurs semaines. 

## Déroulement
Les troupes aghlabides, alliées à des Berbères du Djebel Nefoussa, ont finalement réussi à repousser les Toulounides, menant à une victoire pour les Aghlabides.

## Conséquences
Cette bataille a eu des conséquences significatives, en particulier chez les Toulounides, qui ont vu leur influence diminuer dans la région de Tripoli. Elle a également accentué la séparation entre les deux régions de Libye.